# 明友会
明友会（めいゆうかい）は、1950年代に活動した大阪の愚連隊系暴力団。1953年頃、大阪府大阪市の鶴橋駅高架橋下にある歓楽街や生野区猪飼野近辺の在日韓国朝鮮人の不良やアウトローが寄り集まって成立した愚連隊の連合組織・暴力団で1960年に解散した。

## 歴史
生野区周辺や大阪のミナミを中心に戦後の群雄割拠した小団体との抗争を通して勢力を拡大させ、1950年代後半には600名を超える構成員を擁したといわれる。
明友会という組織自体は現在のヤクザのような強固なものではなく、愚連隊の連合体というべき比較的もろい組織だった。胸に般若や髑髏などの入れ墨をして、それを見せびらかしながら街を練り歩いていたため、住民からは恐れられていた。
1960年に三代目山口組との抗争である明友会事件を引き起こしたが、猛攻の前に僅か2週間たらずの8月23日に明友会は会長・姜 昌興以下、最高幹部15人の指を詰め手打ちを行い抗争は終結した。これにより、事実上明友会は消滅した。

### 明友会事件の影響
ミナミにおける明友会勢力は消滅し、代わって田岡一雄の大阪の舎弟・藤村唯夫が率いる南道会勢力が躍進した。神戸の溝橋組（組長・溝橋正夫）など山口組傘下団体が大阪に進出。また明友会から小田秀臣が独立、山口組傘下に鞍替えした（後の山口組若頭補佐、小田秀組組長、集団指導体制化での序列は4位と目された）。
加茂田重政が戦闘隊長として前線に立ち、警察の山口組への追及を自分で食い止め長い懲役に行くことになった。長い目で見た場合、この大功績が（若頭だった地道行雄を除き）ナンバー2の山本健一（山健組組長）やナンバー3の山本 広たち以上の勲章となり、逆に三代目組長・田岡歿後の迷走（山一抗争）に拍車を掛ける結果となった。
地道行雄の大阪の舎弟であった柳川組の実力を本家の山口組が認めた結果、これ以降の戦闘の修羅場に彼らを送り込むことを決意させた。また、後に三代目の懐刀とされ沖縄和平交渉や東海、関東の系列化に大功績のあった「山口組のキッシンジャー」こと黒沢明が世間に出る契機となった。
黒沢は事件後10年以上の長期服役を余儀なくされている。柳川組出身で この時点では地道組舎弟。引退後は野村秋介とも親交を深め共にフィリピンゲリラによる日本人カメラマン誘拐事件の解決に尽力したのも報道された。
なお山口組が見せた明友会事件での統制されていた指揮系統や、電光石火の機動力に、地元･大阪であぐらをかいていた、数ある在阪暴力団組織の危機感を煽ることとなり、のち南一家、中政連合、酒梅組、東組、砂子川組、大野一家、直嶋義勇会、淡熊会、土井熊組、高村組、倭奈良組、松田組、諏訪一家など、在阪暴力団は近代的に系列化を進めることとなる。しかし、その後山口組の攻勢を受けた結果、大半は山口組の軍門に下るか解散し、21世紀の現在、独立組織は酒梅組、東組などわずかとなっている。

## 最高幹部
- 会長・姜 昌興